# Arthur J. Gallagher & Co.
Arthur J. Gallagher & Co. (AJG) (NYSE: AJG) er en amerikansk global forsikringsformidler, der er baseret i Chicago, Illinois. De har ca. 31.000 ansatte og omsætter for 7 mia. $. I 1927 etablerede Arthur James Gallagher et brokerfirma i Illinois.